# Грузинский язык
Грузи́нский язы́к (ქართულიо файле [kʰaɾtʰuli]) — язык картвельской семьи, официальный язык Грузии, литературный и общенациональный язык грузин. Один из языков с длительной литературной традицией.
Грузинский язык использует письменность на основе грузинского алфавита, основывающегося на фонетическом принципе.
Количество говорящих (на 1993 год) — около 4 млн человек в самой Грузии и несколько сотен тысяч в других странах — главным образом, в России, США и Турции.

## История

### Происхождение
Грузинский язык входит в семью картвельских языков, происхождение которой и связь с какими-либо языковыми семьями окончательно не установлены. Выдвигалась гипотеза о том, что грузинский язык может быть родственен изолированному баскскому языку, но это не было доказано.

### Хронология развития
Хронологически в развитии письменного грузинского языка выделяют следующие периоды:
- древний V—XI века;
- средний XII—XVIII века;
- новый с XIX века.

Некоторые исследователи не разделяют два последних периода, так как грузинский язык нового периода имеет отличия, в основном, в лексике.
В основе древнегрузинского языка лежит картлийская речь.
- Между 476 и 483 — первое литературное произведение — «Мученичество святой царицы Шушаник», автор — Якоб Цуртавели.
- 864 — древнейшая чётко датированная рукопись («Мравалтави»).
- 1629 — первое печатное издание на грузинском языке (в Риме).
- 1709 — первое печатное издание на грузинском языке в Грузии («Новый завет»).
- 1819 — первое периодическое издание на грузинском языке («Сакартвелос газети»).

Самые ранние упоминания о грузинском языке встречаются в трудах Марка Корнелия Фронтона, римского грамматика II века нашей эры.
Грузинский историк Леван Чилашвили, исследуя во второй половине 1990-х годов находящиеся в кахетинском селении Некреси языческие святилища, обнаружил осколок сильно повреждённой надгробной стелы (позже получившей название «некресская надпись») и другие обломки, на которых шрифтом «асомтаврули» нанесены надписи зороастрийского характера, которые были датированы им и другими грузинскими историками самое позднее III веком н. э. Согласно Дональду Рейфилду, утверждение, что грузинская письменность имеет дохристианское происхождение, представляется маловероятным и не подтверждается археологией. Стивен Рапп также отмечает, что такая датировка алфавита является сомнительной.
В развитии современного литературного грузинского языка выдающуюся роль сыграли Илья Чавчавадзе, Акакий Церетели, Яков Гогебашвили, Важа-Пшавела и Галактион Табидзе.
В годы советской власти в ст. 156 Конституции Грузинской ССР был ясно указан государственный статус местного языка.
Сохранились около 10-12 тыс. средневековых рукописей на грузинском языке.

## Диалекты
Грузинский язык включает несколько диалектов: картлийский, тбилисский картлийский, кахетинский, пшавский, мтиульский, гудамакарский, мохевский, хевсурский, тушинский, имеретинский, рачинский, ингилойский, лечхумский, гурийский, месхетский, аджарский и др.

## Письменность
Грузинская письменность появилась в первой четверти V века. С ранних веков использовалось древнегрузинское письмо мргловани (асомтаврули); с IX века — письмо нусхури (нусха-хуцури, хуцури, церковное); а с XI века — письмо мхедрули (мхедрули-хели, саэро, или гражданское).
Современный грузинский алфавит состоит из 33 букв, каждая из которых обозначает один звук: 5 для гласных и 28 для согласных.
| Буква | Название | Цифровое Значение | IPA   | ISO 9984 | Романизация | Соответствие кириллице | Мхедрули (მხედრული) | Нусхури (ⴌⴓⴑⴞⴓⴐⴈ) | Асомтаврули (ႠႱႭႫႧႠႥႰႳႪႨ) |
| ----- | -------- | ----------------- | ----- | -------- | ----------- | ---------------------- | ------------------- | ----------------- | ------------------------- |
| ა     | ანი      | 1                 | [a]   | A a      | A a         | А а                    |                     |                   |                           |
| ბ     | ბანი     | 2                 | [b]   | B b      | B b         | Б б                    |                     |                   |                           |
| გ     | განი     | 3                 | [g]   | G g      | G g         | Г г                    |                     |                   |                           |
| დ     | დონი     | 4                 | [d]   | D d      | D d         | Д д                    |                     |                   |                           |
| ე     | ენი      | 5                 | [ɛ]   | E e      | E e         | Е е                    |                     |                   |                           |
| ვ     | ვინი     | 6                 | [v]   | V v      | V v         | В в                    |                     |                   |                           |
| ზ     | ზენი     | 7                 | [z]   | Z z      | Z z         | З з                    |                     |                   |                           |
| ჱ     | ჰე       | 8                 | [ɛj]  | —        | —           | —                      |                     |                   |                           |
| თ     | თანი     | 9                 | [tʰ]  | T' t'    | T t         | Ҭ ҭ                    |                     |                   |                           |
| ი     | ინი      | 10                | [ɪ]   | I i      | I i         | И и                    |                     |                   |                           |
| კ     | კანი     | 20                | [kʼ]  | K k      | Kʼ kʼ       | К к                    |                     |                   |                           |
| ლ     | ლასი     | 30                | [l]   | L l      | L l         | Л л                    |                     |                   |                           |
| მ     | მანი     | 40                | [m]   | M m      | M m         | М м                    |                     |                   |                           |
| ნ     | ნარი     | 50                | [n]   | N n      | N n         | Н н                    |                     |                   |                           |
| ჲ     | ჲე       | 60                | [j]   | —        | —           | Й й                    |                     |                   |                           |
| ო     | ონი      | 70                | [ɔ]   | O o      | O o         | О о                    |                     |                   |                           |
| პ     | პარი     | 80                | [pʼ]  | P p      | Pʼ pʼ       | П п                    |                     |                   |                           |
| ჟ     | ჟანი     | 90                | [ʒ]   | Ž ž      | Zh zh       | Ж ж                    |                     |                   |                           |
| რ     | რაე      | 100               | [r]   | R r      | R r         | Р р                    |                     |                   |                           |
| ს     | სანი     | 200               | [s]   | S s      | S s         | С с                    |                     |                   |                           |
| ტ     | ტარი     | 300               | [tʼ]  | T t      | Tʼ tʼ       | Т т                    |                     |                   |                           |
| ჳ     | ვიე      | 400               | [wi]  | —        | —           | —                      |                     |                   |                           |
| უ     | უნი      | —                 | [u]   | U u      | U u         | У у                    |                     |                   |                           |
| ფ     | ფარი     | 500               | [pʰ]  | P' p'    | P p         | Ҧ ҧ                    |                     |                   |                           |
| ქ     | ქანი     | 600               | [kʰ]  | K' k'    | K k         | Қ қ                    |                     |                   |                           |
| ღ     | ღანი     | 700               | [ʁ]   | Ḡ ḡ      | Gh gh       | Ҕ ҕ (Г' г')            |                     |                   |                           |
| ყ     | ყარი     | 800               | [qʼ]  | Q q      | Qʼ qʼ       | Ҟ ҟ                    |                     |                   |                           |
| შ     | შინი     | 900               | [ʃ]   | Š š      | Sh sh       | Ш ш                    |                     |                   |                           |
| ჩ     | ჩინი     | 1000              | [t͡ʃ]  | Č' č'    | Ch ch       | Ч ч                    |                     |                   |                           |
| ც     | ცანი     | 2000              | [t͡s]  | C' c'    | Ts ts       | Ц ц                    |                     |                   |                           |
| ძ     | ძილი     | 3000              | [d͡z]  | J j      | Dz dz       | Ӡ ӡ                    |                     |                   |                           |
| წ     | წილი     | 4000              | [t͡sʼ] | C c      | Tsʼ tsʼ     | Ҵ ҵ                    |                     |                   |                           |
| ჭ     | ჭარი     | 5000              | [t͡ʃʼ] | Č č      | Chʼ chʼ     | Ҷ ҷ                    |                     |                   |                           |
| ხ     | ხანი     | 6000              | [χ]   | X x      | Kh kh       | Х х                    |                     |                   |                           |
| ჴ     | ჴარ      | 7000              | [q]   | —        | —           | —                      |                     |                   |                           |
| ჯ     | ჯანი     | 8000              | [d͡ʒ]  | J̌ ǰ      | J j         | Џ џ                    |                     |                   |                           |
| ჰ     | ჰაე      | 9000              | [h]   | H h      | H h         | Ҳ ҳ                    |                     |                   |                           |
| ჵ     | ჰოე      | 10000             | [hɔɛ] | —        | —           | —                      |                     | —                 |                           |

## Лингвистическая характеристика

### Гласные
|                  | Передний ряд | Задний ряд |
| ---------------- | ------------ | ---------- |
| Верхнего подъёма | i ი          | u უ        |
| Среднего подъёма | ɛ ე          | ɔ ო        |
| Нижнего подъёма  | a~ɑ ა        | a~ɑ ა      |

#### Согласные
|              |                 | Губные | Зубные/ Альвеолярные | Постальвеолярные | Велярные | Увулярные | Глоттальные |
| ------------ | --------------- | ------ | -------------------- | ---------------- | -------- | --------- | ----------- |
| Носовые      | Носовые         | m მ    | n ნ                  |                  |          |           |             |
| Взрывные     | С придыханием   | pʰ ფ   | tʰ თ                 |                  | kʰ ქ     |           |             |
| Взрывные     | Звонкие         | b ბ    | d დ                  |                  | ɡ გ      |           |             |
| Взрывные     | Абруптивные     | pʼ პ   | tʼ ტ                 |                  | kʼ კ     | qʼ ყ      |             |
| Аффрикаты    | (С придыханием) |        | t͡sʰ ც                | t͡ʃʰ ჩ            |          |           |             |
| Аффрикаты    | Звонкие         |        | d͡z ძ                 | d͡ʒ ჯ             |          |           |             |
| Аффрикаты    | Абруптивные     |        | t͡sʼ წ                | t͡ʃʼ ჭ            |          |           |             |
| Фрикантивные | Глухие          |        | s ს                  | ʃ შ              | x ხ      | x ხ       | h ჰ         |
| Фрикантивные | Звонкие         | v ვ    | z ზ                  | ʒ ჟ              | ɣ ღ      | ɣ ღ       |             |
| Дрожащие     | Дрожащие        |        | r რ                  |                  |          |           |             |
| Латеральные  | Латеральные     |        | l ლ                  |                  |          |           |             |

### Морфология
В грузинском языке развито склонение. Среди семи падежей отсутствует винительный, но есть эргативный (повествовательный) и трансформативный (направительный, обстоятельственный). Седьмой падеж называется звательным. Имеется два числа: единственное и множественное. Имена не имеют грамматической категории рода. Кроме одноличных, есть двух- и трёхличные глаголы.

#### Имя
Все имена существительные в грузинском языке в отношении склонения могут быть поделены на 2 основные группы в зависимости от характера исхода их основ. К первой группе относятся существительные с согласным исходом основы, ко второй — существительные с гласным исходом. Каждая из этих групп может быть подразделена на сильное и слабое склонение.

##### Согласный исход основы (1 группа)
К первой группе относятся существительные с согласным исходом основы. В ней выделяют две подгруппы — сильное и слабое склонение.

###### Сильное склонение (1-я подгруппа 1-й группы)
К этой подгруппе относятся слова с согласным исходом основы и неизменяемой основой.
| Падеж                | Единственное число        | Множественное число                  | Древн. формы множ. ч.     |
| -------------------- | ------------------------- | ------------------------------------ | ------------------------- |
| Именительный         | კაც — ი k’ats — i         | კაც — ებ — ი k’ats — eb — i          | კაც — ნ — ი k’ats — n — i |
| Эргативный           | კაც — მა k’ats — ma       | კაც — ებ — მა k’ats — eb — ma        | კაც — თ(ა) k’ats — tʰ(a)  |
| Дательно-винительный | კაც — ს(ა) k’ats — s(a)   | კაც — ებ — ს(ა) k’ats — eb — s(a)    | კაც — თ(ა) k’ats — tʰ(a)  |
| Родительный          | კაც — ის(ა) k’ats — is(a) | კაც — ებ — ის(ა) k’ats — eb — is(a)  | კაც — თ(ა) k’ats — tʰ(a)  |
| Творительный         | კაც — ით(ა) k’ats — it(a) | კაც — ებ — ით(ა) k’ats — eb — itʰ(a) | —                         |
| Трансформативный     | კაც — ად(ა) k’ats — ad(a) | კაც — ებ — ად(ა) k’ats — eb — ad(a)  | —                         |
| Звательный           | კაც — ო k’ats — o         | კაც — ებ — ო k’ats — eb — o          | კაც — ნო k’ats — n — o    |

###### Слабое склонение (2-я подгруппа 1-й группы)
К этой подгруппе относятся слова с согласным исходом основы, у которых основа оканчивается на ლ — «л», რ — «р», ნ — «н», ვ — «в», მ — «м». При присоединении суффиксов, начинающихся с гласного звука, происходит выпадение последнего или единственного гласного основы (обычно это ა — «a», ო — «o», и ე — «э», но не ი — «и», и не უ — «у»), однако у ряда слов гласная ო — «o» перед плавным исходом основы («р», «л») не выпадает, а переходит в ვ — «в». С показателями множественного числа древнегрузинского языка ნ для именительного падежа и თ для эргативного, родительного и дательно-винительного выпадение гласного основы не происходило.
| Падеж                | Единственное число          | Множественное число                   | Древн. формы множ. ч.      |
| -------------------- | --------------------------- | ------------------------------------- | -------------------------- |
| Именительный         | წყალ — ი ts’q’al — i        | წყლ — ებ — ი ts’q’l — eb — i          | წყალ — ნი ts’q’l — ni      |
| Эргативный           | წყალ — მა ts’q’al — ma      | წყლ — ებ — მა ts’q’l — eb — ma        | წყალ — თ(ა) ts’q’l — tʰ(a) |
| Дательно-винительный | წყალ — ს(ა) ts’q’al — s(a)  | წყლ — ებ — ს(ა) ts’q’l — eb — s(a)    | წყალ — თ(ა) ts’q’l — tʰ(a) |
| Родительный          | წყლ — ის(ა) ts’q’l — is(a)  | წყლ — ებ — ის(ა) ts’q’l — eb — is(a)  | წყალ — თ(ა) ts’q’l — tʰ(a) |
| Творительный         | წყლ — ით(ა) ts’q’l — it'(a) | წყლ — ებ — ით(ა) ts’q’l — eb — itʰ(a) | —                          |
| Трансформативный     | წყლ — ად(ა) ts’q’l — ad(a)  | წყლ — ებ — ად(ა) ts’q’l — eb — ad(a)  | —                          |
| Звательный           | წყალ — ო ts’q’al — o        | წყლ — ებ — ო ts’q’l — eb — o          | წყალ — ნო ts’q’l — no      |

##### Гласный исход основы (2 группа)

###### Сильное склонение (1-я подгруппа 2-й группы)
К этой подгруппе относятся слова с гласным устойчивым исходом основы, которые могут оканчиваться на любую из пяти гласных грузинского языка, а именно: ა — «a», ე — «э», ი — и, ო — «o», უ — «у».
Особенности склонения существительных с гласным устойчивым исходом основы:
1. Эргативный падеж имеет окончание მ — «м», теряя конечный показатель ა — «a»; в некоторых синтаксических конструкциях возможно сохранение полного окончания.
2. Родительный падеж уподобляется дательно-винительному, теряя гласный элемент ი — «и», и появляется лишь в тех случаях, когда определяемое следует за определяющим, напр: წიგნი ელენე — ს — ი (цʼигни элэнэси) «книга Елены», но ელენე — ს წიგნი (элэнэс цʼигни) «Елены книга».
3. Творительный падеж утрачивает свой гласный элемент ი — «и» и получает гласный исход на тот же гласный, то есть თი вместо ით.
4. Трансформативный падеж утрачивает свой гласный элемент ა — «a», принимая лишь наращение — დ к гласному исходу основы.
5. Звательный падеж либо не принимает никакого окончания, либо принимает ვ или ო, односложные слова принимают только ო.

| Падеж                | Единственное число               | Множественное число                           | Древн. формы множ. ч.             |
| -------------------- | -------------------------------- | --------------------------------------------- | --------------------------------- |
| Именительный         | შავთვალა shavtvala               | შავთვალა — ებ — ი shavtvala — eb — i          | შავთვალა — ნი shavtvala — ni      |
| Эргативный           | შავთვალა — მ shavtvala — m       | შავთვალა — ებ — მა shavtvala — eb — ma        | შავთვალა — თ(ა) shavtvala — t'(a) |
| Дательно-винительный | შავთვალა — ს(ა) shavtvala — s(a) | შავთვალა — ებ — ს(ა) shavtvala — eb — s(a)    | შავთვალა — თ(ა) shavtvala — t'(a) |
| Родительный          | შავთვალა — ს(ი) shavtvala — s(i) | შავთვალა — ებ — ის(ა) shavtvala — eb — is(a)  | შავთვალა — თ(ა) shavtvala — t'(a) |
| Творительный         | შავთვალა — თი shavtvala — t’i    | შავთვალა — ებ — ით(ა) shavtvala — eb — it'(a) | —                                 |
| Трансформативный     | შავთვალა — დ(ა) shavtvala — d(a) | შავთვალა — ებ — ად(ა) shavtvala — eb — ad(a)  | —                                 |
| Звательный           | შავთვალა — ო[ვ] shavtvala — o[v] | შავთვალა — ებ — ო shavtvala — eb — o          | შავთვალა — ნო shavtvala — no      |

Слов, оканчивающихся на невыпадающие «и» и «э», в грузинском языке очень мало; как правило, это заимствования, имена собственные и фамилии.
პეტრე [Пэтрэ] Пётр
| Падеж                | Единственное число          | Множественное число                      | Древн. формы множ. ч.        |
| -------------------- | --------------------------- | ---------------------------------------- | ---------------------------- |
| Именительный         | პეტრე p’et’re               | პეტრე — ებ — ი p’et’re — eb — i          | პეტრე — ნი p’et’re — ni      |
| Эргативный           | პეტრე — მ p’et’re — m       | პეტრე — ებ — მა p’et’re — eb — ma        | პეტრე — თ(ა) p’et’re — t'(a) |
| Дательно-винительный | პეტრე — ს(ა) p’et’re — s(a) | პეტრე — ებ — ს(ა) p’et’re — eb — s(a)    | პეტრე — თ(ა) p’et’re — t'(a) |
| Родительный          | პეტრე — ს(ი) p’et’re — s(i) | პეტრე — ებ — ის(ა) p’et’re — eb — is(a)  | პეტრე — თ(ა) p’et’re — t'(a) |
| Творительный         | პეტრე — თი p’et’re — t’i    | პეტრე — ებ — ით(ა) p’et’re — eb — it'(a) | —                            |
| Трансформативный     | პეტრე — დ(ა) p’et’re — d(a) | პეტრე — ებ — ად(ა) p’et’re — eb — ad(a)  | —                            |
| Звательный           | პეტრე — ო[ვ] p’et’re — o[v] | პეტრე — ებ — ო p’et’re — eb — o          | პეტრე — ნო p’et’re — no      |

ჩაი [Чаи] (а не [чай]) «чай»
| Падеж                | Единственное число     | Множественное число                 | Древн. формы множ. ч.   |
| -------------------- | ---------------------- | ----------------------------------- | ----------------------- |
| Именительный         | ჩაი chai               | ჩაი — ებ — ი chai — eb — i          | ჩაი — ნი chai — ni      |
| Эргативный           | ჩაი — მ chai — m       | ჩაი — ებ — მა chai — eb — ma        | ჩაი — თ(ა) chai — t'(a) |
| Дательно-винительный | ჩაი — ს(ა) chai — s(a) | ჩაი — ებ — ს(ა) chai — eb — s(a)    | ჩაი — თ(ა) chai — t'(a) |
| Родительный          | ჩაი — ს(ი) chai — s(i) | ჩაი — ებ — ის(ა) chai — eb — is(a)  | ჩაი — თ(ა) chai — t'(a) |
| Творительный         | ჩაი — თი chai — t’i    | ჩაი — ებ — ით(ა) chai — eb — it'(a) | —                       |
| Трансформативный     | ჩაი — დ(ა) chai — d(a) | ჩაი — ებ — ად(ა) chai — eb — ad(a)  | —                       |
| Звательный           | ჩა— ო cha — o          | ჩა— ებ — ო cha — eb — o             | ჩა — ნო chai —no        |

У тех слов, которые оканчиваются на ო — «o» или უ — «у», конечный гласный звук не отпадает.
| Падеж                | Единственное число           | Множественное число                       | Древн. формы множ. ч.         |
| -------------------- | ---------------------------- | ----------------------------------------- | ----------------------------- |
| Именительный         | წყარო ts’q’aro               | წყარო — ებ — ი ts’q’aro — eb — i          | წყარო — ნი ts’q’aro — ni      |
| Эргативный           | წყარო — მ ts’q’aro — m       | წყარო — ებ — მა ts’q’aro — eb — ma        | წყარო — თ(ა) ts’q’aro — t'(a) |
| Дательно-винительный | წყარო — ს(ა) ts’q’aro — s(a) | წყარო — ებ — ს(ა) ts’q’aro — eb — s(a)    | წყარო — თ(ა) ts’q’aro — t'(a) |
| Родительный          | წყარო — ს(ი) ts’q’aro — s(i) | წყარო — ებ — ის(ა) ts’q’aro — eb — is(a)  | წყარო — თ(ა) ts’q’aro — t'(a) |
| Творительный         | წყარო — თი ts’q’aro — t’i    | წყარო — ებ — ით(ა) ts’q’aro — eb — it'(a) | —                             |
| Трансформативный     | წყარო — დ(ა) ts’q’aro — d(a) | წყარო — ებ — ად(ა) ts’q’aro — eb — ad(a)  | —                             |
| Звательный           | წყარო — ო ts’q’aro — o       | წყარო — ებ — ო ts’q’aro — eb — o          | წყარო — ნო ts’q’aro — no      |

Ещё одной обобщающей особенностью склонения имен с гласным устойчивым исходом основы является то, что односложные слова иногда могут принимать падежное окончание в его полном виде в родительном и творительном падежах.

###### Слабое склонение (2-я подгруппа 2-й группы)
К этой группе относятся имена существительные с гласным неустойчивым исходом основы.
Особенности склонения существительных с гласным неустойчивым исходом основы.
- В единственном числе:

1. Эргативный падеж может иметь как сокращенную, так и полную версии окончаний: -მ и -მა (-m и -ma).
2. Родительный падеж имеет свою обычную полную форму -ის (-is).
3. Творительный падеж имеет свою обычную полную форму -ით (-it).
4. Трансформативный падеж имеет сокращенную форму -დ (-d).
5. Звательный падеж либо не принимает никакого окончания, либо принимает ვ или ო, односложные слова принимают только ო.

- Во множественном числе:

1. Имена с исходом на -ა (-a) теряют его.
2. Имена с исходом на -ე (-e) его сохраняют.

Пример (ა-склонение): კატა (kata) «кошка»:
| Падеж                | Единственное число       | Множественное число              | Древн. формы множ. ч.    |
| -------------------- | ------------------------ | -------------------------------- | ------------------------ |
| Именительный         | კატა k’at’a              | კატ-ებ-ი k’at — eb — i           | კატა-ნ-ი k’at’a — n — i  |
| Эргативный           | კატა-მ k’at’a — m        | კატ-ებ-მა k’at' — eb — ma        | კატა-თ(ა) k’at’a — t'(a) |
| Дательно-винительный | კატა-ს(ა) k’at’a — s(a)  | კატ-ებ-ს(ა) k’at' — eb — s(a)    | კატა-თ(ა) k’at’a —t'(a)  |
| Родительный          | კატ-ის(ა) k’at' — is(a)  | კატ-ებ-ის(ა) k’at' — eb — is(a)  | კატა-თ(ა) k’at’a — t'(a) |
| Творительный         | კატ-ით(ა) k’at' — it'(a) | კატ-ებ-ით(ა) k’at' — eb — it'(a) | -                        |
| Трансформативный     | კატა-დ(ა) k’at’a — d(a)  | კატ-ებ-ად(ა) k’at' — eb — ad(a)  | -                        |
| Звательный           | კატა-ო[ვ] k’at’a — o[v]  | კატ-ებ-ო k’at' — eb — o          | კატა-ნ-ო k’at’a — n — o  |

Пример (ე-склонение): მებაღე (mebaghe) «садовник»:
| Падеж                | Единственное число          | Множественное число                  | Древн. формы множ. ч.       |
| -------------------- | --------------------------- | ------------------------------------ | --------------------------- |
| Именительный         | მებაღე mebaghe              | მებაღე-ებ-ი mebaghe — eb — i         | მებაღე-ნ-ი mebaghe — n — i  |
| Эргативный           | მებაღე-მ mebaghe — m        | მებაღე-ებ-მა mebaghe — eb — ma       | მებაღე-თ(ა) mebaghe — t'(a) |
| Дательно-винительный | მებაღე-ს(ა) mebaghe — s(a)  | მებაღე-ებ-ს(ა) mebaghe — eb — s(a)   | მებაღე-თ(ა) mebaghe — t'(a) |
| Родительный          | მებაღ-ის(ა) mebagh — is(a)  | მებაღე-ებ-ის(ა) mebaghe — eb — is(a) | მებაღე-თ(ა) mebaghe — t'(a) |
| Творительный         | მებაღ-ით(ა) mebagh — it'(a) | მებაღე-ებ-ით(ა)mebaghe — eb — it'(a) | -                           |
| Трансформативный     | მებაღე-დ(ა) mebaghe — d(a)  | მებაღე-ებ-ად(ა) mebaghe — eb — ad(a) | -                           |
| Звательный           | მებაღე-[ვ] mebaghe — [v]    | მებაღე-ებ-ო mebaghe — eb — o         | მებაღე-ნ-ო mebaghe — n — o  |

#### Глагол
Грузинский язык — агглютинативный. Для построения глагола соединяются определённые приставки и суффиксы, всего в одном слове может быть до восьми морфем. Пример: слово «აგეშენებინათ» (ageshenebinat, «вам следовало построить») состоит из следующих морфем: ა-გ-ე-შენ-ებ-ინ-ა-თ, каждая из которых вносит свой вклад в образование времени и модальности глагола.

### Лексика
В грузинском языке существует пласт иранских заимствований (религиозные, административные, военные и культурные термины). Последние, однако, пришли не непосредственно из парфянского или персидского языков, а через армянский. Профессор Гарвардского университета Джеймс Рассел отмечает, что современные грузинские учёные склонны игнорировать это, приводя армянские формы как параллели, а не как источники. Рассел называет это явление абсурдом.

## Пример языка
Первая статья Всеобщей декларации прав человека и гражданина на грузинском языке:
| Грузинский | Транслитерация | МФА | Перевод |
| --- | --- | --- | --- |
| ყველა ადამიანი იბადება თავისუფალი და თანასწორი თავისი ღირსებითა და უფლებებით. მათ მინიჭებული აქვთ გონება და სინდისი და ერთმანეთის მიმართ უნდა იქცეოდნენ ძმობის სულისკვეთებით | Q’vela adamiani ibadeba tavisupali da tanasts’ori tavisi ghirsebita da uplebebit. Mat minich’ebuli akvt goneba da sindisi da ertmanetis mimart unda iktseodnen dzmobis sulisk’vetebit. | q(χ)ʼʷe̞ɫä ädämiäni ibäde̞bä tʰäβisupʰäli dä tʰänäst͡sʼo̞ɾi tʰäβisi ɣiɾse̞bitʰä dä upʰle̞be̞bitʰ mätʰ minit͡ʃ’e̞buli äkʰʷtʰ ɡo̞ne̞bä dä sindisi dä e̞ɾtʰmäne̞tʰis mimäɾtʰ undä ikʰt͡sʰe̞o̞dne̞n dä d͡zmo̞bis sulisk’ʷe̞tʰe̞bitʰ | Все люди рождаются свободными и равными в своем достоинстве и правах. Они наделены разумом и совестью и должны поступать в отношении друг друга в духе братства. |

### Словари
- Грузинскiй языкъ // Кавказскiй толмачъ (Переводчикъ съ русскаго на главнѣйшiе кавказскiе языки) / Составилъ А. В. Старчевскiй. — СПб.: Типографiя И. Н. Скороходова, 1891. — С. 33—64.